# Sonita Alleyne
Pour les articles homonymes, voir Alleyne.
Sonita Alleyne, née en 1968 à Bridgetown (La Barbade), est une productrice de radio britannique, cofondatrice et ancien PDG de Somethin 'Else, une société de production multimédia multiplateforme. Elle est membre du BBC Trust de 2012 à 2016, et master du Jesus College, à Cambridge à partir d'octobre 2019.

## Biographie
Sonita Alleyne est née à Bridgetown, à la Barbade et est élevée à Leytonstone, un quartier du nord-est de Londres. Elle est diplômée du Fitzwilliam College, de Cambridge où elle a obtenu une licence de philosophie. Elle travaille comme conseillère financière pour Royal Life. Un an plus tard, elle rejoint la radio Jazz FM dont elle devient productrice stagiaire.
En 1991, Sonita Alleyne est licenciée, et elle crée, avec ses anciens collègues, Jez Nelson (en) et Chris Philips, Somethin' Else (en), une entreprise produisant des contenus musicaux destinés à la radiodiffusion, nommée d'après l'album de jazz de Cannonball Adderley Cette société produit des contenus originaux pour la BBC et des radios privées.
En octobre 2009, Alleyne quitte son poste de directrice générale de Somethin' Else, et devient directrice non exécutive.
Depuis 2008, Sonita Alleyne préside l'organisme national de bienfaisance pour les arts Sound and Music et le Radio Sector Skills Council. Elle est  membre du conseil de l'université des arts de Londres et administratrice du Islington Arts and Media Trust. Elle siège au comité culturel britannique de l'UNESCO et collabore avec le Département du Travail et des Retraites britannique en tant que membre du London Skills and Employment Board et du National Employment Panel. Elle est juge aux Precious Awards, qui célèbrent les réalisations entrepreneuriales de femmes noires, et aux Sony Awards.
En février 2012, elle est nommée directrice non exécutive du groupe de médias Archant. En juillet 2012, Sonita Alleyne est nommée membre du BBC Trust pour un mandat de quatre ans.
Sonita Alleyne est membre du conseil d'administration de la London Legacy Development Corporation depuis avril 2012. En 2019, elle est nommée présidente du British Board of Film Classification.
En mai 2019, elle est élue « master » (c'est-à-dire principale) du Jesus College à Cambridge, où elle prend ses fonctions en octobre 2019. Elle est la première femme à occuper cette fonction, 40 ans après que le collège ait admis les premières étudiantes.

## Distinctions
- 2000 : prix de l'European Federation of Black Women Business Leaders[17]
- 2002 : prix Carlton Multicultural Achievement Award pour la télévision et la radio[17]
- Membre de la Royal Society of Arts et de la Radio Academy[17]
- 2003 : officier de l'ordre de l'Empire britannique pour services rendus à la radiodiffusion[12]